# Kronprinz Rudolf-Bahn
A Rudolfbahn név a cs.kir. szabad Rudolf trónörökös Vasúttársaság (németül k.k. priv. Kronprinz Rudolf-Bahn Gesellschaft,: KRB) névből származik.
Az 1868 és 1873 között megnyitott fővonalaktól a napjainkig megnyílt új vonalakon át (csak a mai Ausztria területén) magában foglalja a St. Valentin–Kastenreith–Kleinreifling–Selzthal–Schoberpass–St. Michael–Neumarkter Sattel–St. Veit an der Glan–Feldkirchen in Kärnten–Villach–Tarvisio Centrale, heute verläuft sie bis Tarvisio Boscoverde vonalakat.

## Története

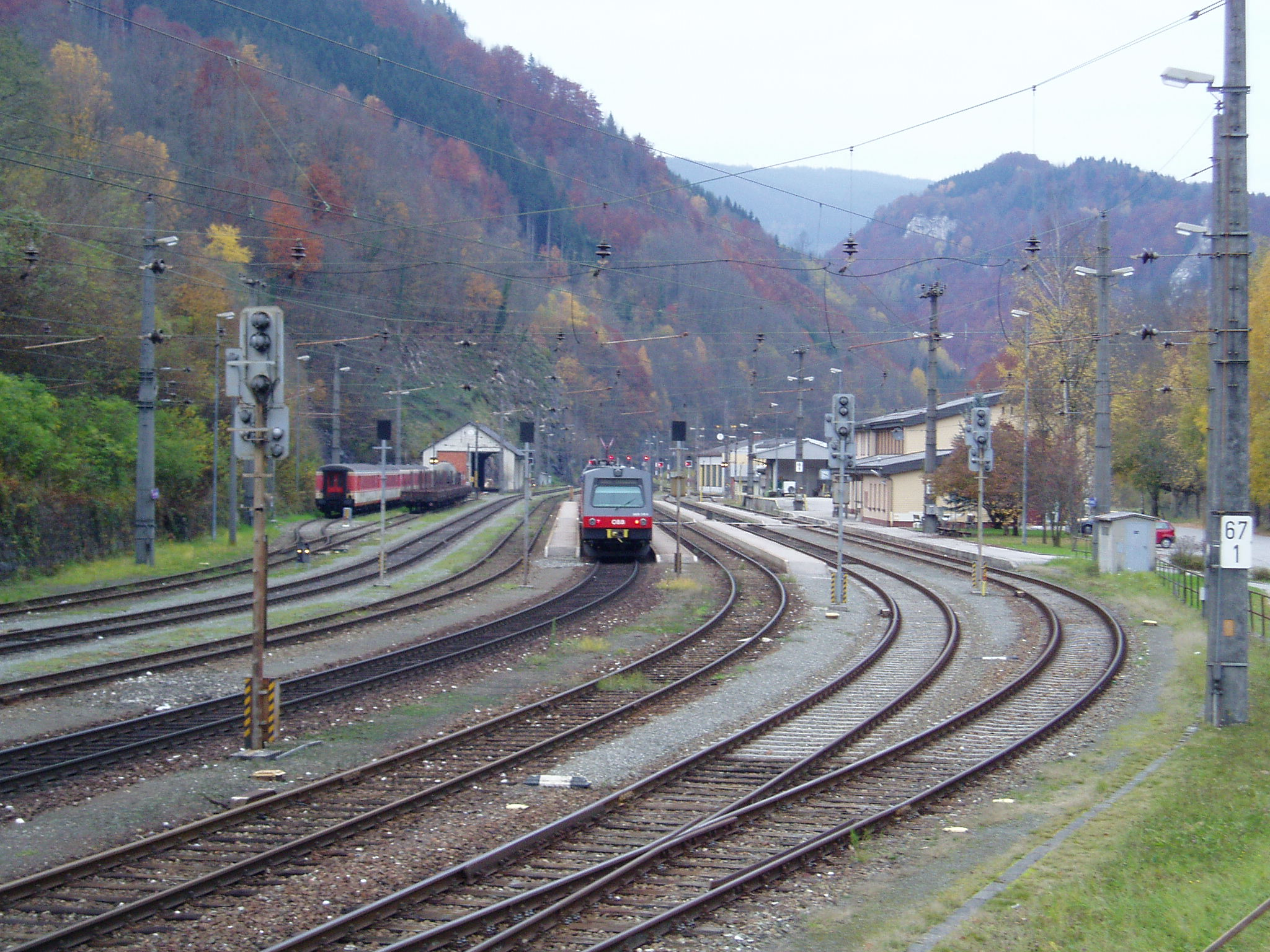
A kleinreiflingi állomás 2007 ősszel délről észak felé

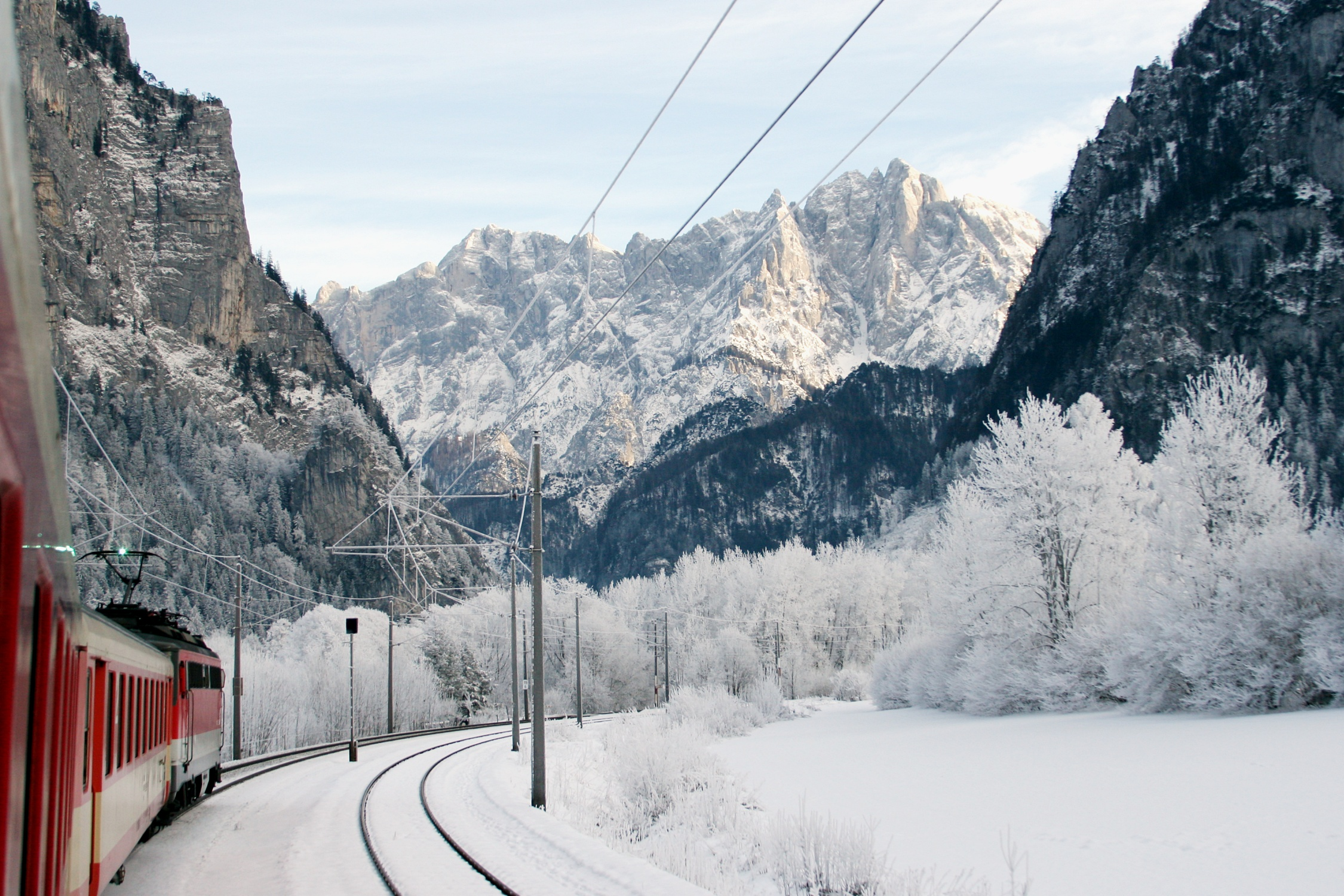
Téli látkép a Gesaeuse állomásra bejáró vonatból

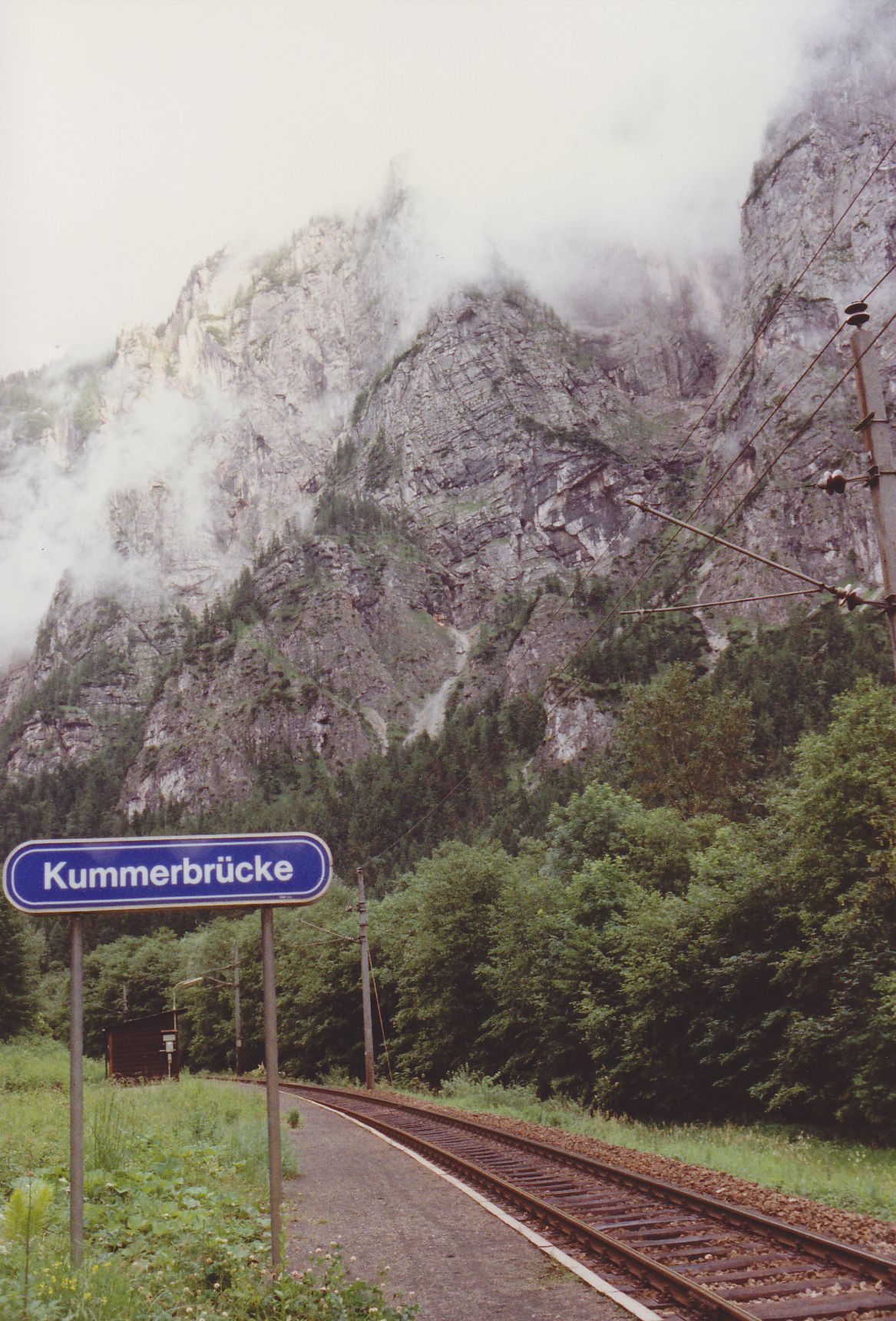
Kummerbrücke megállóhely a Rudolfbahnon (1988. május)

Mivel saját vonalain a forgalom túl kicsi volt, a KRB gazdaságosságát nagy részben az átmenő forgalom biztosította, így más vasúttársaságok (elsősorban a Erzsébet Railway (KEB)) üzletpolitikájától függött. Tehát a KRB vonalhálózat összes északi vége a Kaiserin-Elisabeth-Bahn (St. Valentin és Amstetten an der Westbahn, Schärding an der Strecke Wels–Passau) vonalához csatlakozott.
A KRB gazdasági helyzete az 1873-as gazdasági válság hatására egyre romlott, így előbb 1880-ban a társaság állami csődgondnokság alá került, majd 1884-ben államosították.
Az államosítás után az Amstetten Reith szárnyvonalat korszerűsítették, majd a Császári és Királyi Osztrák Államvasutak (kkStB) a forgalmat Bécs és Karintia között a Nordbahnon és a Rudolfbahnon biztosította (a Déli Vasút konkurenciájaként). Így ezen a szárnyvonalon még évtizedek, sőt a második világháború után is közvetlen vonat volt Bécsből Westbanhofból Amstetten, Hieflaun, Gesaeusen át, az Enns völgye felett Bischofshofen-ig a Salzburg-Tiroler Bahnig, amely a Westbahn részeként üzemelt.
Délen Pontafeltől a Kanaltalig (ma Tarvisio) a KRB összekötötte az olasz vasúthálózatot.

## A Rudolsfbahn ma

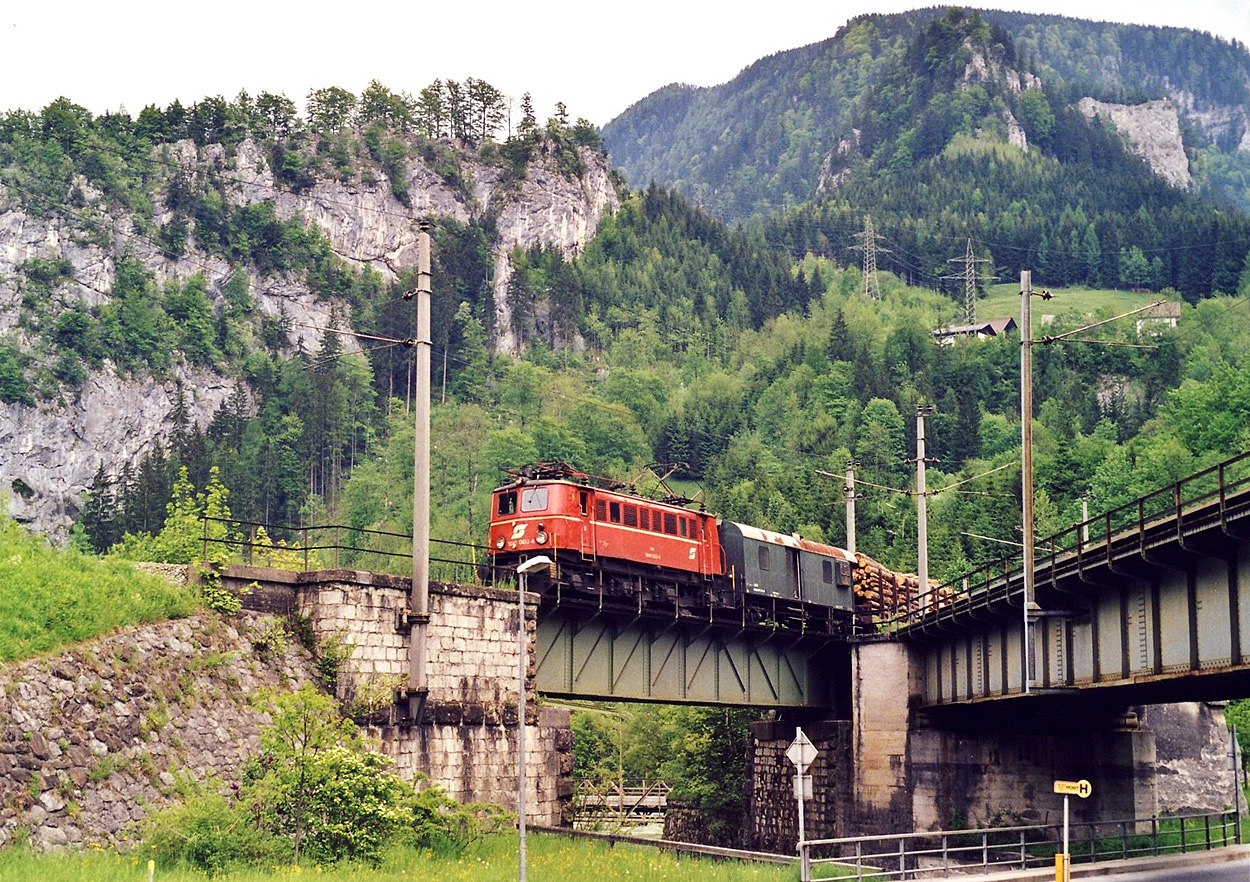
Tehervonat az ÖBB 1040 sorozatú mozdonyával Hieflauban, jobbra a vasércszállító vonal. (2001)

Az egykori Rodolfsbahn valamennyi vonala a mai Ausztriai területén van és az ÖBB hálózatához tartozik (2011-től).
A Rudolfsbahn név ma már alig pár helyen található meg, néhány helyen a vonal mentén utcanévként Rudolfbahnstraße még emlékszik rá. Ennek oka, hogy a kapcsolat a St. Valentine illetve Amstetten-Villach-Tarvisio felé ma már nem olyan fontos.
A Rudolfbahn egyes szakaszai ma már más jelentős közlekedési kapcsolatok része:
- A Schoberpassstrecke Selzthal–St. Michael a Fernverkehrsrouten Linz–Pyhrnbahn–Selzthal–Graz és Innsbruck–Bischofshofen–Ennstalbahn–Selzthal–Graz vonal része.
- A Leoben–St. Michael (–Neumarkter Sattel) –St. Veit an der Glan–Klagenfurt ma – ami történetileg nem korrekt – a Déli Vasút Wien–Bruck an der Mur–Leoben–Klagenfurt–Villach vonalának része. Ezeken a szakaszokon jár megnyitása óta a Koralmbahn valamennyi Railjetje és az EuroCity (Warschau -) Wien Meidling - Klagenfurt Hbf - Villach Hbf járata, továbbá néhány tehervonat főként Olaszország és Szlovénia irányába.
- A további pályaszakaszok az Ossiaschi tó (Ossiacher Sees) mentén ma már csak regionális jellegűek.

Friesach és St. Veit an der Glan valamint Villach ( Klagenfurt felé) állomások között a pálya az S1 Karintiai S-Bahn 2010. decemberi menetrendben szerepelt. St. Veit an der Glan és Villach (Feldkirchen in Kärnten felé) között S2 néven vették át S-Bahn üzembe 2011 decemberében. Az új elővárosi vasút üzemben, nőtt a vonatsűrűség illetve az elővárosi vonatok száma, részben ez már a Karintia ütemes menetrend 2008. decemberi bevezetése óta.
Eredetileg a pályahossz folyamatosan volt számozva St. Valentintől (0,000 km) az államhatárig Thörl-Maglern (401,045 km). A határnál Thörl-Maglerntől (94+250 km) visszafelé Udinéig (0+000 km) volt a számozás.

### Részleges korlátozás a személyszállításban

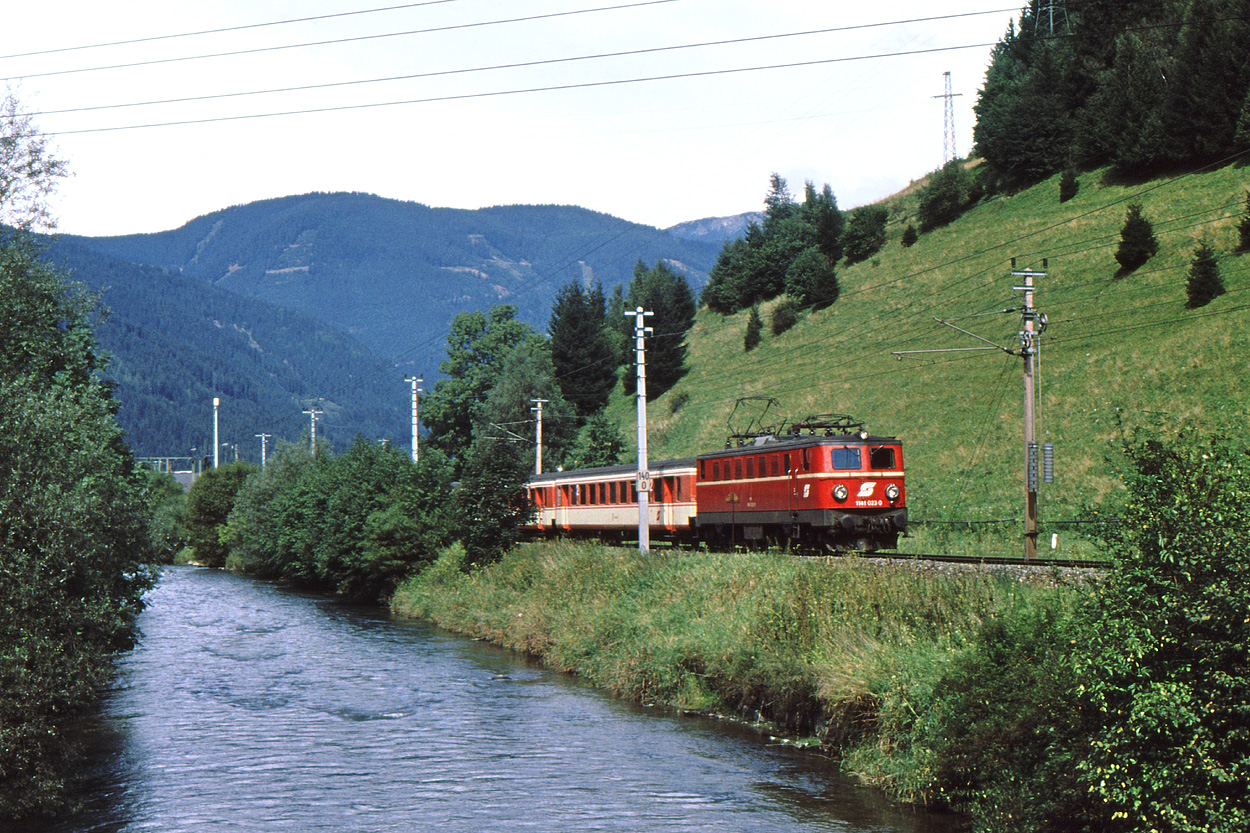
Régióvonat a Schobelhágói vonalon Seltzhalnál az ÖBB 1141sorozatú mozdonyával (1994)

A Selzthal és Weißenbach-St. Gallen közötti pályaszakaszon a személyforgalmat 2009. szeptember 6-tól az ÖBB - egy vonatpár kivételével szombat, vasárnap és ünnepnapokon – gazdaságossági okok miatt megszüntette. A közlekedést autóbuszokkal biztosítják.

## Amstetten–Kastenreith mellékvonal
|         |                           | Westbahn (Wien Westbahnhof felől)              |                                                |
|         | 124,558                   | Amstetten                                      | 273 t.sz.m.                                    |
|         | \| 127,287 \| \| 2,730 \| | Abzw Amstetten 11 (Salzburg Hbf felé)          | Abzw Amstetten 11 (Salzburg Hbf felé)          |
|         | 3,600                     | Greinsfurth                                    | Greinsfurth                                    |
|         | 5,255                     | Anschlussbahn (Awanst) Bundesforste            | Anschlussbahn (Awanst) Bundesforste            |
|         |                           | Ybbs                                           |                                                |
|         | 7,735                     | Ulmerfeld-Hausmening                           | 301 m. ü. A.                                   |
|         | 11,880                    | Anschlussbahn (Awanst) Ybbstaler Fruit Austria | Anschlussbahn (Awanst) Ybbstaler Fruit Austria |
|         | 12,020                    | Kröllendorf                                    | Kröllendorf                                    |
|         | 12,166                    | Anschlussbahn (Awanst) Lagerhaus               | Anschlussbahn (Awanst) Lagerhaus               |
|         | 15,316                    | Hilm-Kematen                                   | 329 m. ü. A.                                   |
|         | 17,317                    | Rosenau                                        | 340 m. ü. A.                                   |
|         | 19,598                    | Anschlussbahn (Awanst) Böhlerwerk              | Anschlussbahn (Awanst) Böhlerwerk              |
|         | 19,733                    | Sonntagberg                                    | Sonntagberg                                    |
|         | 21,396                    | Böhlerwerk a.d. Ybbs                           | Böhlerwerk a.d. Ybbs                           |
|         | 23,422                    | Waidhofen a.d. Ybbs Umstieg zur Ybbstalbahn    | 360 m. ü. A.                                   |
|         | 24,847                    | Stadt Waidhofen a.d. Ybbs                      | Stadt Waidhofen a.d. Ybbs                      |
|         | 32,220                    | Oberland                                       | 505 m. ü. A.                                   |
|         | 34,450                    | Gaflenz                                        | 478 m. ü. A.                                   |
|         | 40,847                    | Weyer                                          | 404 m. ü. A.                                   |
|         |                           | Fővonal (Sankt Valentin felől)                 |                                                |
|         | 43,693                    | Kastenreith                                    | Kastenreith                                    |
|         | 43,804                    | Abzw Weyer 1 (fővonal Selzthal felé)           | Abzw Weyer 1 (fővonal Selzthal felé)           |
| 127,287 |                           |                                                |                                                |
| 2,730   |                           |                                                |                                                |

| 127,287 |
| 2,730   |

Az Amstetten-Kleinreifling vonalon óránként járnak. Reggel és este néhány vonat van Amstettenből de csak Waidhofen aYbbs mellett-g munkanapokon, kivéve szombaton amikor egyes vonatok Kleinreiflingtól Weissbach-St.Gallenig mennek. Amstetten és Selzthal között hétvégén jár egy regionális vonat, mely az egyetlen amely még jár ezen a vonalon.

## A St. Michael–Leoben Hbf szárnyvonal
|        |                           | Fővonal (Selzthal felől)                                   |                                                            |
|        | 0,000                     | St. Michael                                                | 596 t.sz.m.                                                |
|        |                           | Fővonal (Sankt Veit an der Glan felé)                      |                                                            |
|        |                           | Fővonal (Sankt Veit an der Glan felől)                     |                                                            |
|        | 1,192                     | St. Michael-Ost                                            | St. Michael-Ost                                            |
|        |                           | Annaberg-Tunnel (158 m)                                    |                                                            |
|        | 2,275                     | Abzw Leoben Hbf 2 (Leoben Hbf felé, über die NBS)          | Abzw Leoben Hbf 2 (Leoben Hbf felé, über die NBS)          |
|        | 6,838                     | Leoben Hinterberg (2008. dec. 14. óta utasforgalom nélkül) | Leoben Hinterberg (2008. dec. 14. óta utasforgalom nélkül) |
|        | 9,503                     | Anschlussbahn Brau Union Göss                              | Anschlussbahn Brau Union Göss                              |
|        | 9,981                     | Leoben Göss (2008. dec. 14. óta utasforgalom nélkül)       | Leoben Göss (2008. dec. 14. óta utasforgalom nélkül)       |
|        | \| 10,727 \| \| 17,639 \| | St. Michael felől, über die NBS                            | St. Michael felől, über die NBS                            |
|        |                           | Erzbergbahn (Vordernberg Markt felől)                      |                                                            |
|        | 16,498                    | Leoben Hbf                                                 | 540 m. ü. A.                                               |
|        |                           | Bruck an der Mur felé                                      |                                                            |
| 10,727 |                           |                                                            |                                                            |
| 17,639 |                           |                                                            |                                                            |

| 10,727 |
| 17,639 |

- St. Veit an der Glan–Klagenfurt lásd: Rosentalbahn
- Szintén a Kronprinz-Rudolfsbahn-Gesellschaft vasúthálózathoz tartozott a Salzkammergutbahn Stainach-Irdning–Attnang-Puchheim meghosszabbítással Schärding felé.

## Fordítás
- Ez a szócikk részben vagy egészben  a   Rudolfsbahn című német Wikipédia-szócikk fordításán alapul.  Az eredeti cikk szerkesztőit annak laptörténete sorolja fel. Ez a jelzés csupán a megfogalmazás eredetét és a szerzői jogokat jelzi, nem szolgál a cikkben szereplő információk forrásmegjelöléseként.